# Ida Bauer
Pour les articles homonymes, voir Bauer et Dora.
Ida Bauer, née le 1er novembre 1882 à Vienne et morte le 21 décembre 1945 à New York, est le nom véritable d'une jeune fille de 18 ans, dont Sigmund Freud commence d'étudier le cas en 1900, histoire de cas qu'il publie seulement en 1905 sous le titre original Bruchstück einer Hysterie-Analyse. La première traduction du texte en français par Marie Bonaparte et Rudolph Loewenstein paraît en 1928 sous le titre Fragment d'une analyse d'hystérie : Dora dans la Revue française de psychanalyse. Le même texte est repris dans le recueil Cinq psychanalyses, paru en 1935 chez Denoël et Style.

## Biographie
Son père, Philip Bauer, est né en 1853 à Pollerskirchen, ville de l'actuelle république tchèque, et sa mère, Katharina Gerber-Bauer, est née à Köninginhof. Tous les deux appartiennent à des familles d'industriels textiles. Ils sont installés à Vienne, où Philip Bauer dirige avec succès l'entreprise familiale et où naissent leurs deux enfants, Otto Bauer, en 1881, qui devient député puis ministre des Affaires étrangères durant la première république autrichienne, théoricien marxiste et secrétaire du Parti démocrate des travailleurs autrichiens et Ida Bauer, née en 1882. Philip Bauer est atteint de la syphilis, avant son mariage, puis de la tuberculose en 1888, ce qui le décide à s'installer avec sa famille à Merano, dans le Trentin-Haut-Adige. Dans cette ville, où ils passent près de dix ans, ils se lient avec Hans et Peppina Zellenka et leurs deux jeunes enfants. Ida Bauer fait ses études chez les sœurs, à Merano ou à domicile avec des leçons privées. Son père a une liaison avec Peppina Zellenka durant ce séjour, tandis que Hans Zellenka tente d'abuser d'Ida Bauer, alors âgée de seulement 14 ans. 
Quelques années après le retour de sa famille à Vienne, Ida Bauer se marie avec Ernst Adler, ingénieur et compositeur, qui travaille dans les usines textiles de la famille Bauer. Leur fils, Kurt Herbert Adler (en), né en 1905, devient chef d'orchestre, il dirige notamment l'opéra de San Francisco. Ida Bauer se convertit au christianisme. En 1922 ou 1923, elle consulte Felix Deutsch, et lui indique qu'elle a été analysée par Freud, ce qui permet à Deutsch de l'identifier comme Dora. Felix Deutsch fait d'elle un portrait peu amène, la décrivant comme une hystérique épouvantable, qu'il trouva incapable de se lever et en proie à des bouffées paranoïaques. Ida Bauer est veuve dans les années 1930, elle reprend contact avec Peppina Zellenka, qui s'est entre-temps séparée de son mari. Celle-ci l'accueille en 1938, lors de l'annexion de l’Autriche par l’Allemagne Nazi, avant le départ d'Ida Bauer pour Paris, puis les États-Unis. Elle meurt d'un cancer du côlon en 1945.

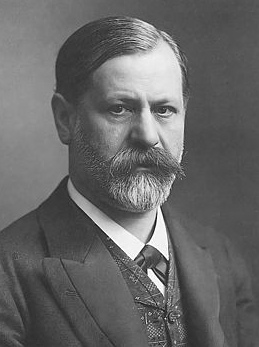
Sigmund Freud vers 1905

## Le cas Dora
En 1900, Freud évoque, dans une lettre à son ami Wilhelm Fliess, « un nouveau cas, celui d'une jeune fille de 18 ans ». Il s'agit d'Ida Bauer, qui met fin d'elle-même à la cure en décembre 1900, après à peine trois mois. Freud rédige dès l'arrêt de la cure le cas Dora, qu'il ne publie pourtant qu'en 1905, après lui avoir ajouté des remarques et des notes. Ida Bauer souffre de symptômes, notamment une toux forte et persistante, des évanouissements à répétition, des crises de dyspnée, et des accès de dépression, que Freud diagnostique comme des manifestations d'hystérie.
Le comportement d'Ida Bauer pourrait plutôt s'expliquer par le dégoût des agressions sexuelles que lui infligeait le mari de l'amante de son père, Hans Zellenka. 

### Éditions
- Sigmund Freud, Dora : Fragment d'une analyse d'hystérie (1905), Payot, coll. « Petite Bibliothèque Payot », 2010  (ISBN 978-2-228-90496-4).
- Sigmund Freud, Fragment d'une analyse d'hystérie : Dora (1905), Paris, PUF,  coll. « Quadrige », 2006,  (ISBN 2-13-055784-8)